# رأيت فيما يرى النائم

غلاف طبعة دار الشروق

رأيت فيما يرى النائم هي مجموعة قصصية لنجيب محفوظ صدرت عام 1982. احتوت المجموعة خمس قصص قصيرة وقسما بعنوان «رأيت فيما يرى النائم» احتوى 17 حلما. وتعتبر هذه الأحلام أحلامًا روائية مؤلفة بعكس أحلام فترة النقاهة التي تعد ترجمة لأحلام واقعية. قصص المجموعة: أهل الهوى، من فضلك وإحسانك، قسمتي ونصيبي، العين والساعة، الليلة المباركة. وقد حوّلت قصة «أهل الهوى» لفيلم سينمائي بعنوان وكالة البلح.

## روابط خارجية
- الحلم بوصفه استراتيجية تخييليّة[وصلة مكسورة]